# Église protestante de Bischwiller
L'église protestante de Bischwiller est un lieu de culte protestant situé dans la commune française de Bischwiller, dans le département du Bas-Rhin, en région Alsace.

## Histoire

### L'église avant 1525
Le premier lieu de culte était une chapelle à Hanhoffen, aujourd'hui un quartier de Bischwiller. Cette chapelle fut construite en 1195 par l'évêque de Strasbourg, Konrad II von Huneburg. La chapelle servait de lieu de repos à l'évêque après les parties de chasse.
La localité fut mentionnée pour la première fois sous le nom de Bischofveswilre vers 1236. Le 6 janvier 1263, les habitants de Strasbourg, chargés d'impôts par l'évêque Walter de Geroldseck, mirent à feu et à sang le petit village.
C'est l'évêque Friderich Ier von Lichtenberg qui aida à la reconstruction de la bourgade. L'évêque fit construire une église (l'actuelle église protestante) sur la colline du Kirchberg. L'actuelle église protestante fut consacrée à la vierge Marie et construite vers 1300, la date exacte ne nous est pas connue.

### L'église devient protestante
La population Bischwilléroise, embrassant avec joie les idées nouvelles de l'Allemand Martin Luther, envoya une demande de nomination d'un prêtre protestant à Klaus Kniebs, alors maire de Strasbourg. Celui-ci répondit favorablement à leur appel en envoyant à Bischwiller le pasteur Gervasius Schuller, ami d'Ulrich Zwingli. Le premier culte protestant fut célébré à Bischwiller le 2 avril 1525.

### Les ducs de Deux-Ponts
En 1542, Bischwiller devint la propriété du duc Wolfgang de Deux-Ponts, et ce dernier nomma Jean Hockard comme nouveau pasteur.
Son fils Jean Ier, qui lui succéda comme seigneur de Bischwiller, fit fortifier le village et le Kirchberg où se trouve l'église devint un point fort de ce réseau de fortifications. L'église fut ceinte d'un mur crénelé et garnie de meurtrières. Elle servait donc non seulement de lieu de culte, mais aussi de place forte en cas d'attaque.

### Les trois paroisses
Une première communauté protestante s'était formée à Bischwiller en 1525, cette communauté était ce que l'on appelle réformée et était de langue allemande, puis l'arrivée dans le village des huguenots (protestants français persécutés pour leur foi), fonda la communauté réformée française. Enfin, l'arrivée de nombreux luthériens forma la communauté luthérienne vers 1684. Le duc Christian II décida alors d'organiser les dimanches matins : le culte réformé allemand commencerait à 6h30, suivi du culte réformé  français et le culte luthérien débuterait à 9h30.

### Destructions de l'église

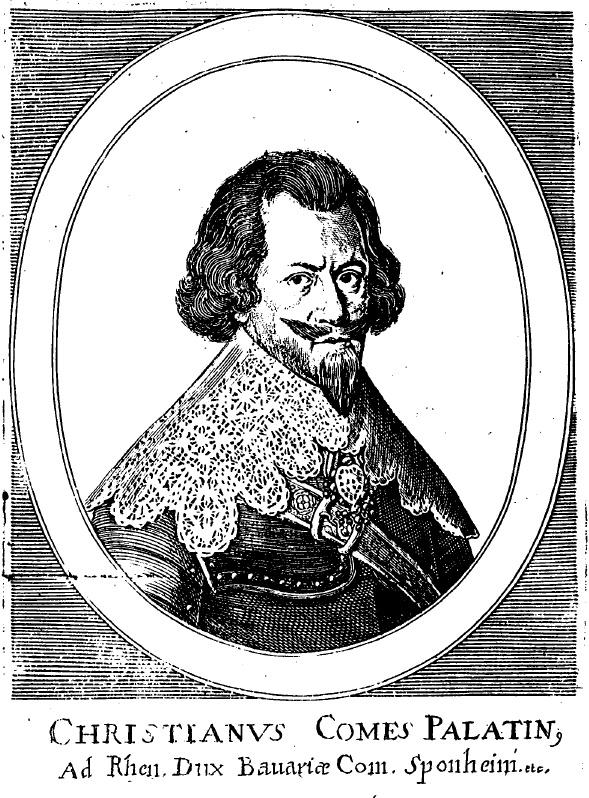
Le duc Christian Ier de Birkenfeld-Bischweiler

En 1620, lors de la guerre de Trente Ans, les Autrichiens attaquèrent la ville. Les cultes furent interrompus, le clocher et le toit furent détruits. L'église servit tantôt de magasin d'approvisionnement tantôt de place forte. En 1623, le pasteur allemand Konrad Roederer entreprit la remise en état des lieux. Mais en 1631, les Autrichiens attaquèrent de nouveau la ville et s'emparèrent de tout le bois présent dans l'édifice pour compléter les fortifications et pour creuser un tunnel reliant l'église au château de Tiefenthal situé en contrebas du Kirchberg. En 1636, le duc Christian Ier de Birkenfeld-Bischweiler, chassa les Autrichiens de la vallée du Rhin et devint seigneur de Bischwiller.

### Reconstructions de l' église
La duchesse Madelaine-Catherine, femme du duc, ordonna la reconstruction de l'église qu'elle finança de ses propres deniers. Une double charpente fut mise en place sous le toit et le clocher fut renforcé par une quadruple armature de poutres et un poste de guet permanent installé au sommet de la tour. Une nouvelle cloche d'un prix de 1295 florins fut installée.

### La crypte
En 1644, le duc Christian Ier de Deux-Ponts-Birkenfeld fit construire une crypte sous le chœur de l'église. Plusieurs membres de la famille ducale y furent inhumés jusqu'en 1794, date à laquelle le caveau fut profané par les adeptes de la révolution. Deux épitaphes funéraires se trouvent dans l'église, en mémoire de Clara-Sybille, fille cadette du duc Christian Ier et de Daniel Obernheimer, fils du bailli de Bischwiller. On perdit la trace de la crypte au début du XXe siècle et elle ne fut redécouverte que lors des travaux de restauration en 1984.
Des personnages importants de la région furent inhumés dans ce caveau. Avant la révolution, on y trouvait:
-Christian Ier
- Madeleine-Catherine, sa première épouse;
-Madeleine-Jeanne sa seconde épouse; 
-Catherine-Agathe, l'épouse de Christian II, et d'autres membres de la famille ducale.

### L'extension de l'église

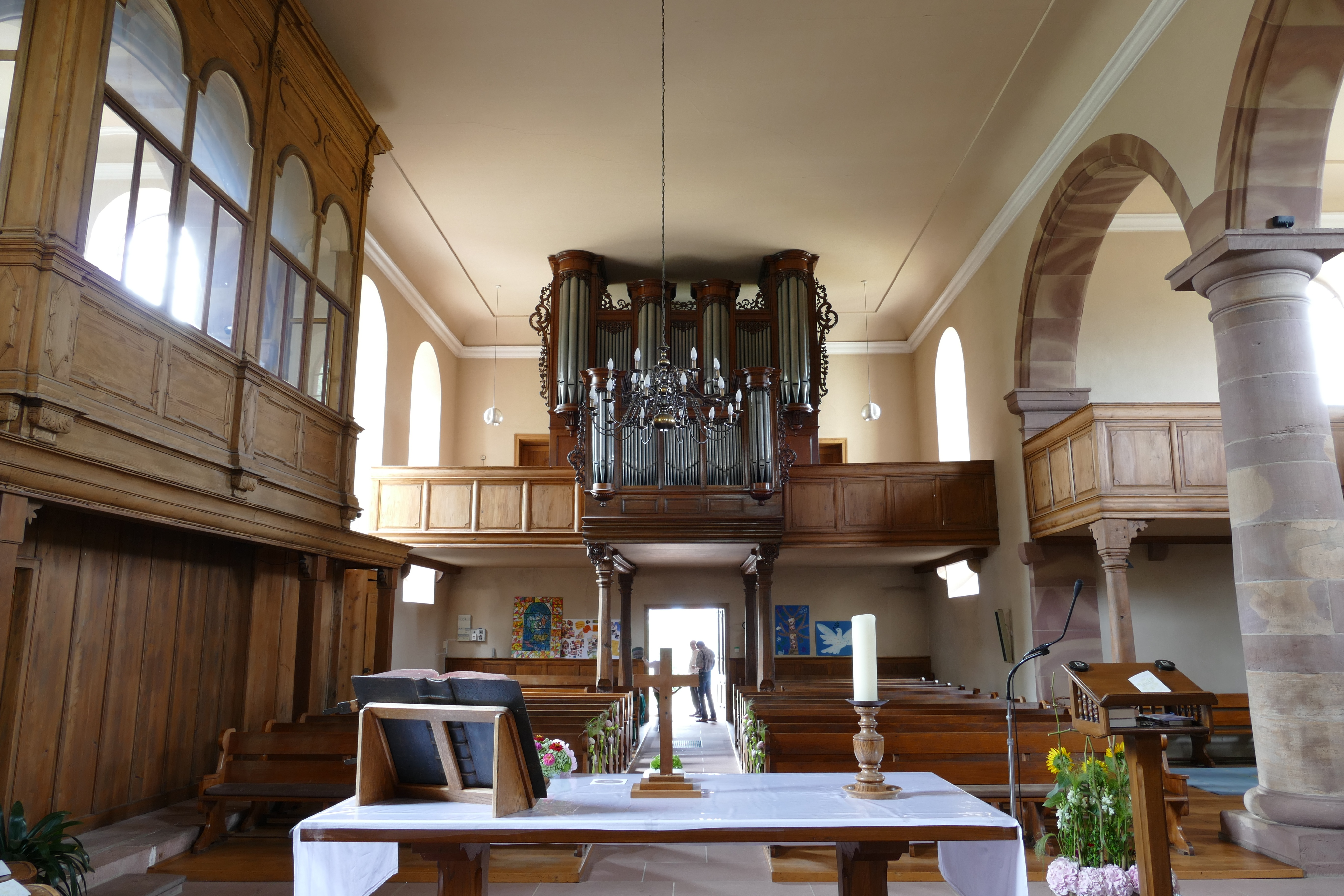
L'intérieur de l'église

Au début du XVIIIe siècle, l'église ne suffisait plus pour accueillir tous les fidèles. Deux solutions s'offraient pour remédier au problème : soit rénover et agrandir la nef déjà existante, soit ajouter deux transepts à l'église pour lui donner la forme d'une croix, c'est cette dernière solution qui fut approuvée par le duc Christian III de Deux-Ponts-Birkenfeld. Le devis s'éleva à 6649 florins. Une collecte fut organisée et elle rapporta un montant de 5538 florins et le duc versa 200 florins pour la construction du transept Sud qui devint la loge seigneuriale depuis laquelle les notables assistaient au culte. Les travaux commencèrent le 7 avril 1721 et l'église agrandie fut inaugurée le 4 octobre 1722.

### La fusion des paroisses
En 1857, les communautés réformées allemande et française fusionnèrent pour ne former qu'une seule paroisse réformée. Après la Seconde Guerre mondiale, qui avait fait subir de nombreux dégâts à l'église, eut lieu un rapprochement avec la communauté luthérienne et en 1980, eut lieu la fusion luthéro-réformée. Désormais, il n'y a plus qu'un seul registre paroissial, un seul bulletin paroissial, un seul culte le dimanche matin et les finances sont communes.

## L'orgue

### La construction

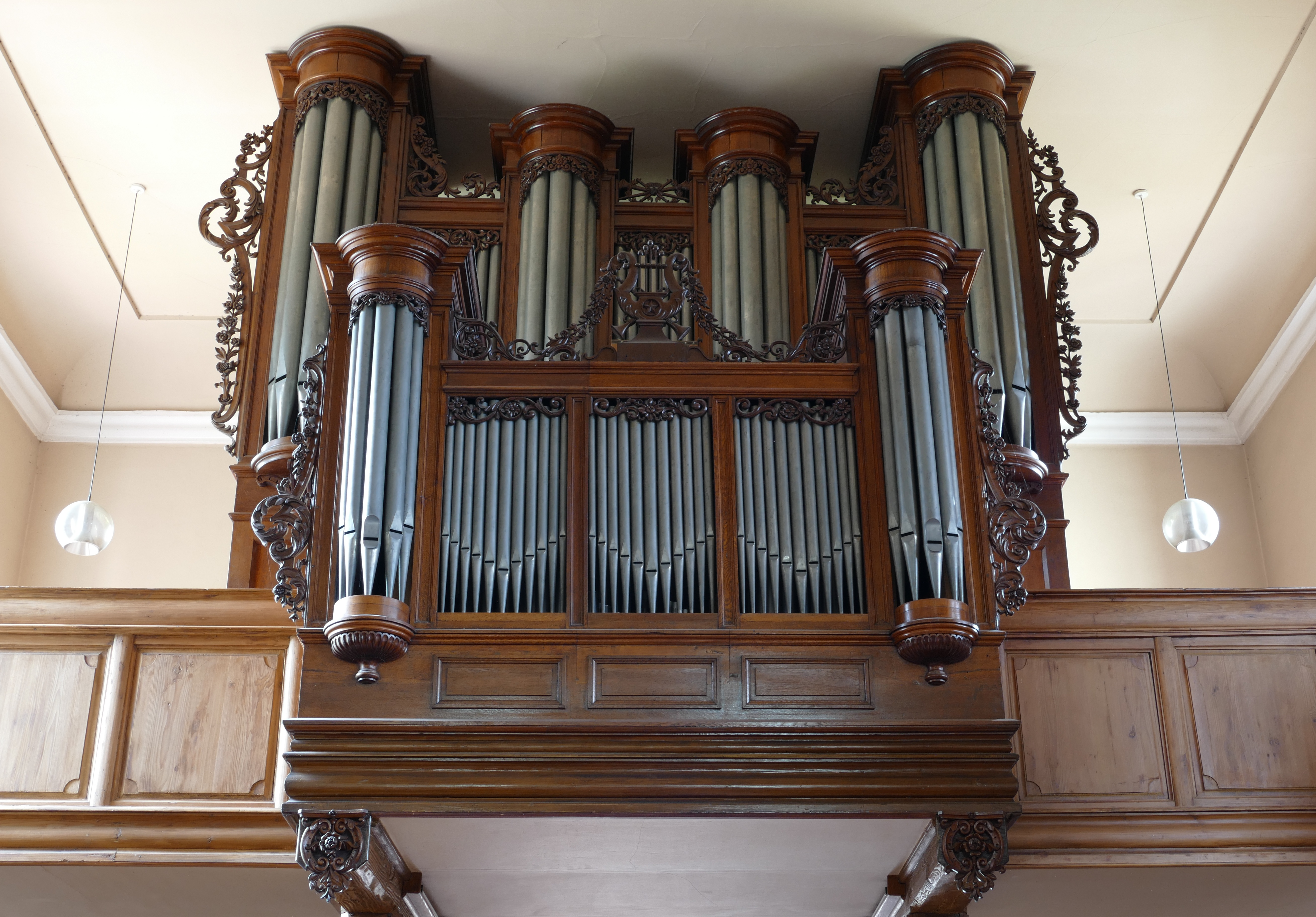
L'orgue Silbermann

Après l'agrandissement de l'église, le duc Christian III et la population désirèrent compléter l'église d'un orgue. C'est le célèbre facteur d'orgue strasbourgeois André Silbermann qui fut chargé de la construction. Les travaux commencèrent en 1724 et l'inauguration eut lieu le 15 mai 1729.

### La restauration
En 1857, les paroissiens demandèrent un agrandissement de l'orgue. C'est le facteur d'orgue Stiehr Mockers qui fut chargé des travaux. Jusque là, l'orgue était installé sur une tribune au-dessus du chœur; pour permettre son agrandissement, il fallut construire une nouvelle tribune au-dessus de l'entrée où il fut déplacé. En 1921-22, le facteur d'orgue Frédéric Haerpfer modifia le diapason. En 1938, des réparations furent entreprises sur le soufflet et plusieurs jeux furent remplacés en 1952. En 1959-60, le facteur d'orgue Mulheisen remplaça une partie de la tuyautrie. Le 19 décembre 1972, l'orgue fut classé monument historique.

## Galerie

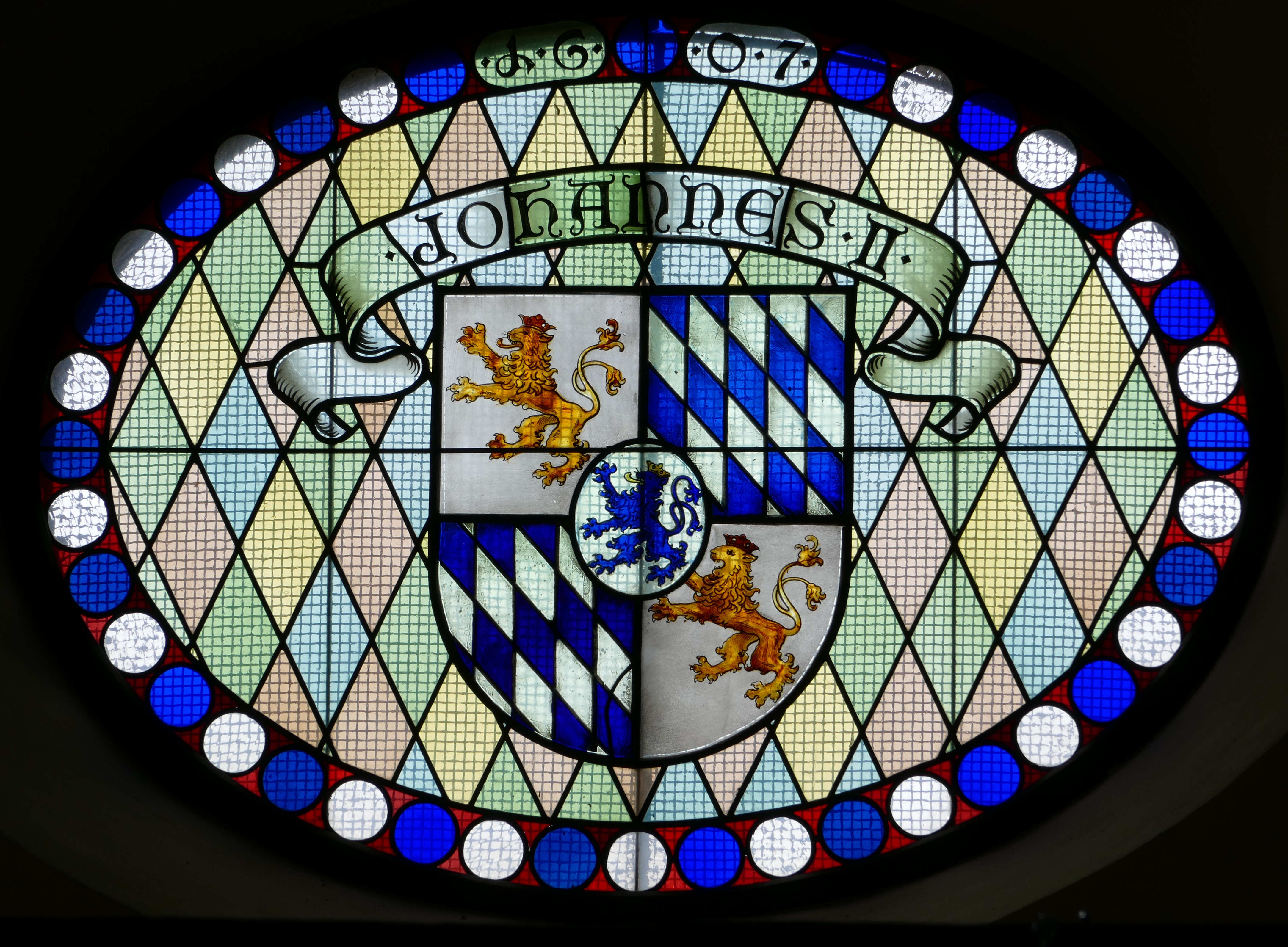
L'un des vitraux situé au fond du chœur et représentant les armoiries du prince Jean II de Palatinat-Deux-Ponts.
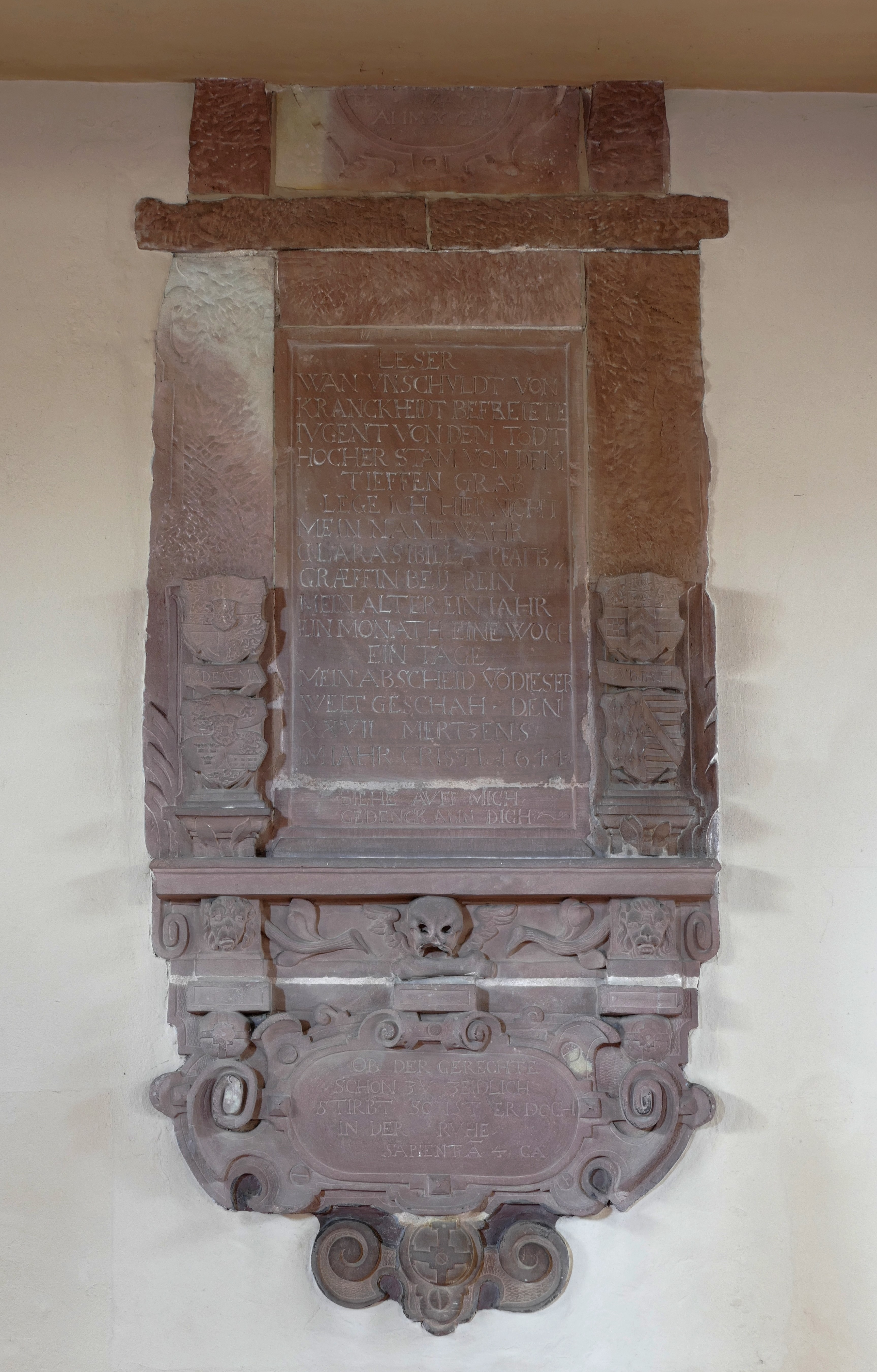
L'épitaphe funéraire de Clara-Sybille, au fond du chœur.
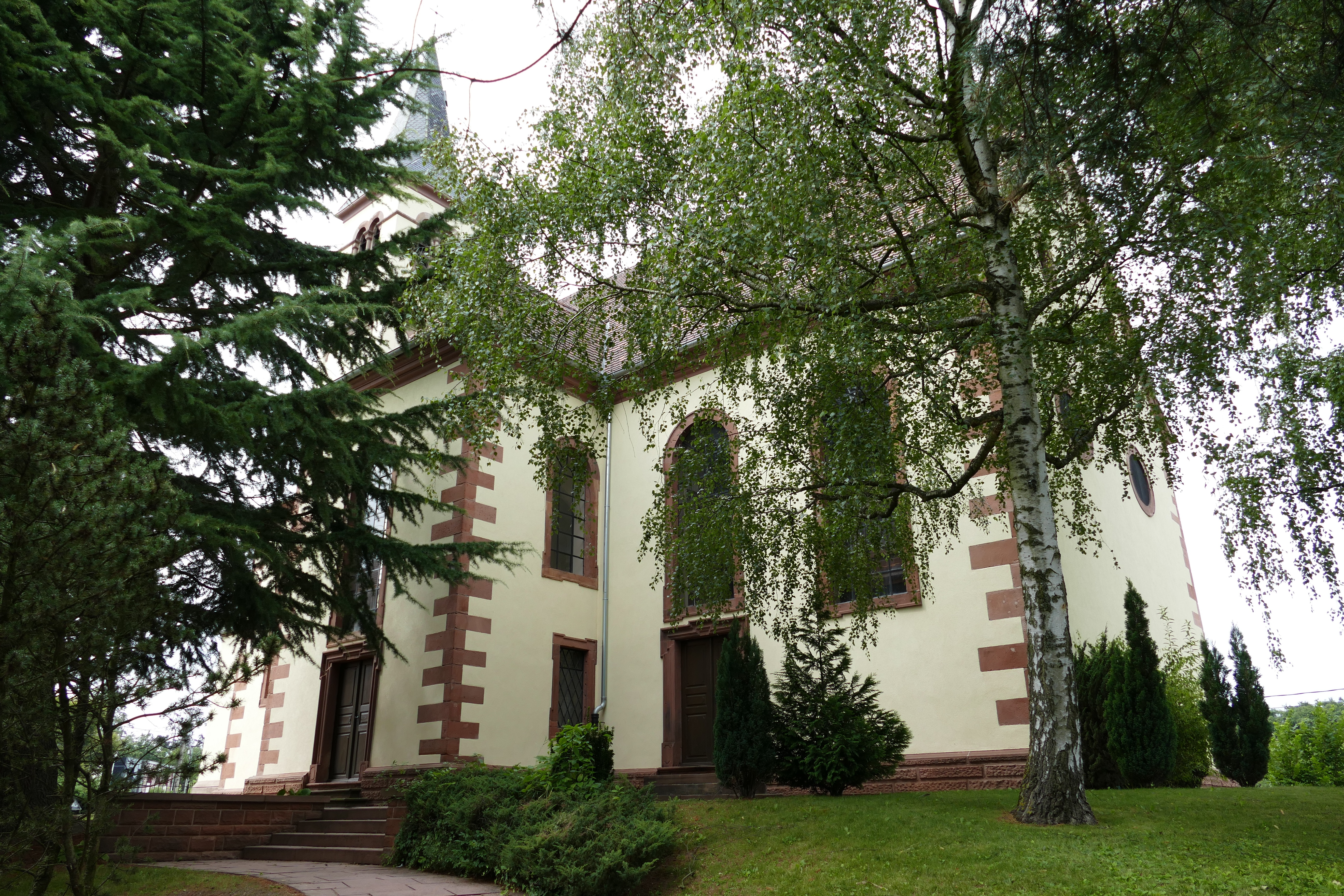
L'église vue depuis le jardin du Kirchberg.